# ويليام غالاغير (لاعب كرة قاعدة)
ويليام غالاغير (بالإنجليزية: William Gallagher)‏ هو لاعب كرة قاعدة أمريكي، ولد في 1874 في لوويل في الولايات المتحدة، وتوفي في 11 مارس 1950 في ورسستر في الولايات المتحدة.

## وصلات خارجية
- ويليام غالاغير على موقعبيزبول رفرنس.كوم (الدوري الرئيسي) (الإنجليزية)
- ويليام غالاغير على موقعبيزبول رفرنس.كوم (الدوري الثانوي) (الإنجليزية)